# Denkmalgeschützte Objekte im Okres Ilava

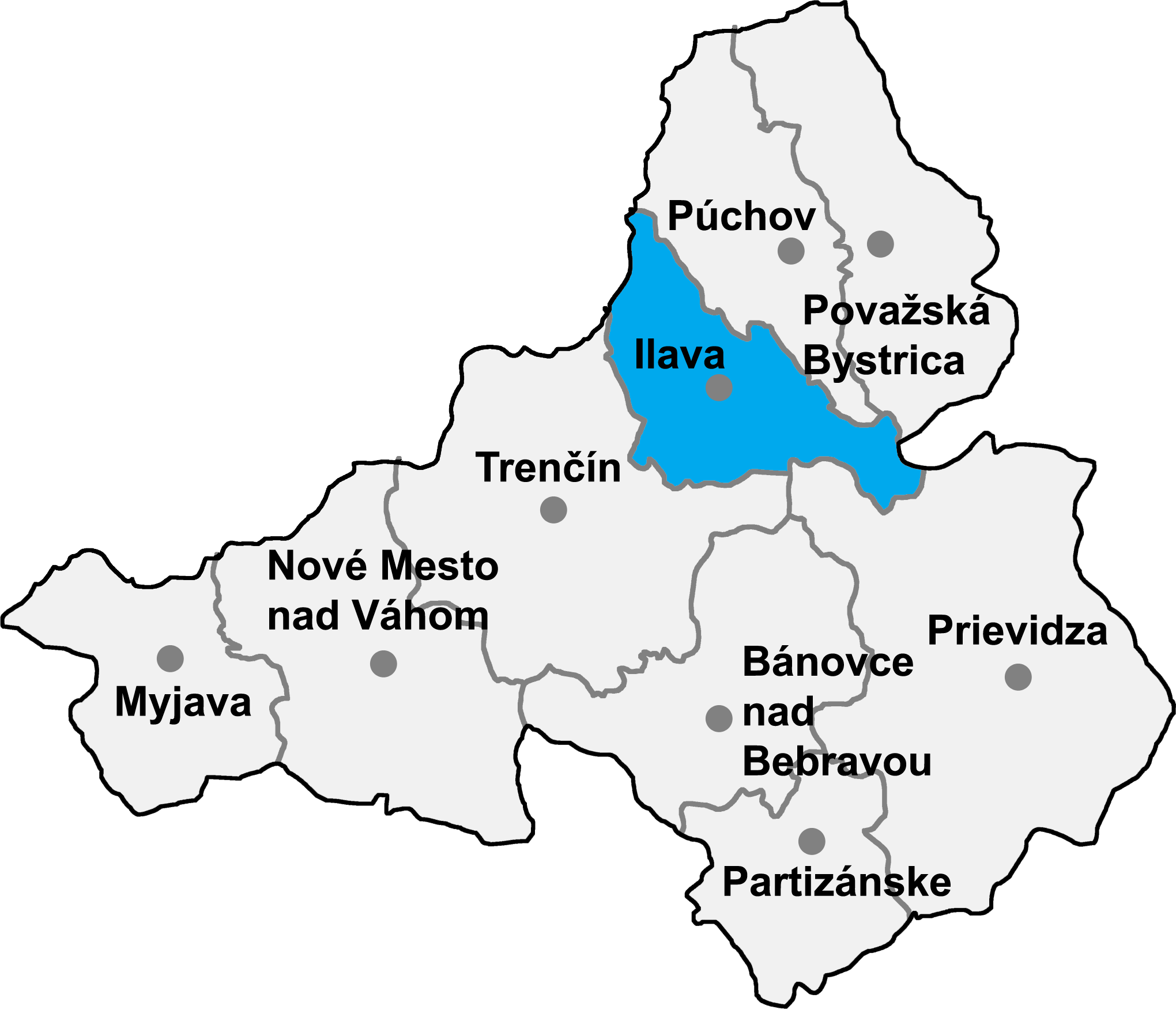

Im Okres Ilava bestehen 83 denkmalgeschützte Objekte. Die unten angeführte Liste führt zu den Gemeindelisten und gibt die Anzahl der Objekte an. In Gemeinden, die nicht verlinkt sind, existieren keine geschützten Objekte.
| Gemeindeliste                           | Objektanzahl |
| --------------------------------------- | ------------ |
| Bohunice                                | 4            |
| Bolešov                                 | 0            |
| Borčice                                 | 4            |
| Červený Kameň (Rotenstein)              | 1            |
| Dubnica nad Váhom (Dubnitz an der Waag) | 14           |
| Dulov                                   | 0            |
| Horná Poruba (Oberporub)                | 0            |
| Ilava (Illau)                           | 16           |
| Kameničany                              | 0            |
| Košeca                                  | 2            |
| Košecké Podhradie                       | 6            |
| Krivoklát                               | 0            |
| Ladce                                   | 6            |
| Mikušovce                               | 1            |
| Nová Dubnica                            | 0            |
| Pruské (Pruskau)                        | 13           |
| Sedmerovec                              | 1            |
| Slávnica                                | 1            |
| Tuchyňa                                 | 0            |
| Vršatské Podhradie (Löwenstein)         | 14           |
| Zliechov (Glashütte)                    | 1            |